# Hrabstwo Chambers (Alabama)

Piramida wieku hrabstwa

Chambers – hrabstwo w stanie Alabama w USA. Populacja liczy 36 583 mieszkańców (stan według spisu z 2000 roku).
Powierzchnia hrabstwa to 1562 km². Gęstość zaludnienia wynosi 24 osób/km².

## Miasta
- Cusseta
- Five Points
- La Fayette
- Lanett
- Valley
- Waverly

## CDP
- Abanda
- Fredonia
- Huguley
- Penton
- Standing Rock